# Peter Bergman
Peter Bergman (Guantánamo Bay, Cuba, 11 juni 1953) is een Amerikaanse acteur. Hij werd in Cuba geboren omdat zijn vader bij de Amerikaanse marine werkte.
Hij begon zijn carrière met een gastrol in 2 afleveringen van Kojak in 1976. Drie jaar later begon hij aan zijn meest memorabele rol voor het Amerikaanse publiek. Die van dokter Cliff Warner in de soap All My Children, hij werd verliefd op het personage Nina Cortlandt en zo werd het duo een van de eerste superkoppels van de serie. Zoals het superkoppels betaamt trouwden ze vier keer en scheidden ze drie keer. In 1987 verliet Bergman de reeks en keerde van 1988 tot 1989 terug om dan met Nina de serie te verlaten (de enige kans voor een koppel om samen te blijven is de serie verlaten).
Na die rol begon hij bij The Young and the Restless als Jack Abbott, hij was de 2de acteur die deze rol speelde nadat Terry Lester de show verliet omdat er naar zijn zeggen te veel aandacht werd besteed aan actrice Lauralee Bell. Alhoewel Bergman de rol met verve speelt en langer dan Lester dat gedaan heeft wordt hij niet door alle fans geaccepteerd die Lester als de echte Jack Abbott blijven zien.